# Athenea del Castillo
Athenea del Castillo (Solares, Medio Cudeyo, 24 oktober 2000) is een voetbalspeelster uit Spanje. Ze speelt als aanvaller voor Real Madrid in de Primera División Femenina. 
Athenea del Castillo begon haar carrière bij SD Reocín in Cantabria op elfjarige leeftijd. In 2018 maakte del Castillo de overstap naar Ave Félix Racing waar ze haar debuut maakte in de Tercera Federación. Later ging dit team over in Racing Santander.
In augustus 2019 maakte del Castillo de overstap naar Deportivo la Coruña. Dit gebeurde zonder overeenstemming met Racing Santander dat del Castillo graag had behouden. Pas in september 2019 gingen zij akkoord met de transfer. Op 8 september 2019 maakte del Castillo haar debuut in de Primera División Femenina in een wedstrijd tegen RCD Espanyol. Op 19 januari 2020 maakte del Castillo haar eerste doelpunt in een wedstrijd tegen Real Betis. 
In het seizoen 2020-2021 degradeerde del Castillo met Deportivo la Coruña uit de Primera División. Dit gaf Real Madrid CF de kans om del Castillo over te nemen. Del Castillo maakte haar debuut voor Real Madrid op 5 september 2021 in een met 4-0 verloren uitwedstrijd tegen Levante UD. Op 4 december 2021 maakte del Castillo haar eerste doelpunt voor Real Madrid in de uitwedstrijd tegen Villarreal CF.

## Statistieken
| Seizoen    | Club                | Land   | Competitie                | Wedstrijden | Doelpunten |
| ---------- | ------------------- | ------ | ------------------------- | ----------- | ---------- |
| 2017-2019  | Racing Santander    | Spanje | Segunda Federación        | 46          | 37         |
| 2019-2021  | Deportivo la Coruña | Spanje | Primera División Femenina | 49          | 11         |
| 2021-heden | Real Madrid CF      | Spanje | Primera División Femenina | 68          | 16         |
| Totaal     | Totaal              | Totaal | Totaal                    | 163         | 61         |

Laatste update: dec 2023

## Internationaal
Athenea del Castillo maakte haar debuut voor het Spaanse nationale team in oktober 2020. Ze was daarmee de eerste Deportivo la Coruña speelster die uitkwam voor het Spaanse team.
In 2022 werd del Castillo opgenomen in de selectie voor het EK 2022. Op dit toernooi wist Spanje niet voorbij de kwartfinales te raken. Ondanks een assist van del Castillo op de 1-0 van Esther Gonzales werd Spanje door doelpunten van Ella Toone en Georgia Stanway uitgeschakeld door Engeland. Del Castillo kwam alle vier de wedstrijden die Spanje speelde in actie.
In 2023 selecteerde bondscoach Jorge Vilda del Castillo voor het WK 2023. Op dit toernooi wist Spanje voor het eerst wereldkampioen te worden door Engeland in de finale met 1-0 te verslaan. Na afloop van het toernooi ging het echter vooral over de Spaanse bondsvoorzitter Luis Rubiales die teamgenoot Jennifer Hermoso kuste. Del Castillo en haar teamgenoten dreigden nooit meer voor Spanje uit te komen maar kwamen hierop terug nadat bondsvoorzitter Rubiales en bondscoach Vilda geschorst en ontslagen werden.
- Gemeinsame Normdatei: 1297354591
- Virtual International Authority File: 1242169084884990310007